# Indotritia consimilis
Indotritia consimilis är en kvalsterart som beskrevs av Johann Christian Friedrich Märkel 1964. Indotritia consimilis ingår i släktet Indotritia och familjen Oribotritiidae. Inga underarter finns listade i Catalogue of Life.